# Pianoconcert (Penderecki)
Krzysztof Penderecki voltooide zijn enige Pianoconcert "Resurrection" in 2002.

## Geschiedenis
Penderecki was in de jaren zestig en zeventig een van de componisten van avant-garde muziek. Daar is in dit pianoconcert weinig van terug te vinden. Het pianoconcert werd gezien als geschreven in de traditie van de Russische pianoconcerten van Sergej Rachmaninov en Sergej Prokofjev. Voor wat betreft klank past het in het beeld van de muziek van Dmitri Sjostakovitsj, maar diens pianoconcerten wijken nu juist qua stijl af binnen zijn oeuvre. Penderecki begon aan zijn pianoconcert in 2001 met uitzicht op een première in New York. Hij paste het werk rigoureus aan na de aanslagen op 11 september 2001. De bijtitel "Resurrection" (wederopstanding) verwijst dan ook naar die situatie en moet hier niet gezien worden in de Bijbelse context. Het pianoconcert kwam tot stand na een opdracht van Carnegie Hall ter ere van de aankomende verjaardag van Marie-Josée Kravis, een zakenvrouw en filantropist. 
De première van dit werk werd gegeven op 9 mei 2002 door Emanuel Ax begeleid door het Philadelphia Orchestra onder leiding van Wolfgang Sawallisch, maar wel in New York, de Carnegie Hall. In 2007 reviseerde de componist het werk en kreeg het een nieuwe première op 7 december 2007 waarbij Barry Douglas werd begeleid door het Cincinnati Symphony Orchestra, de componist dirigeerde in Cincinnati. Het werk kreeg echter geen plaats in de grote concertzalen ter wereld en ook de discografie is beperkt.     

## Muziek
Penderecki kwam met een tiendelig werk dat eer deed aan een klaaglijk romantisch pianoconcert. Het slot doet nog het meest denken aan Sjostakovitsj, want het heeft een enigszins banaal slot. De symfonie is doorgecomponeerd (alles wordt achter elkaar doorgespeeld):
- Allegro molto sostenuto – adagio – allegro moderato molto – adagio – allegretto capriccioso – grave – allegro sostenuto molto – andante maestoso – allegro molto sostenuto (tempo dell’inizio) – adagio.

### Orkestratie
Penderecki schreef de versie van 2007 voor:
- piano
- 3 dwarsfluiten (3 ook piccolo), 2 hobo’s, 1 althobo, 3 klarinetten (3 ook esklarinet), 1 basklarinet, 2 fagotten, 1 contrafagot
- 5 hoorns, 3 trompeten, 1 flugelhorn, 4 trombones, 1 tuba
- 4 man/vrouw percussie, tape/compact disc met klokkengeluid, harp, celesta
- violen, altviolen, celli, contrabassen
- in de zaal 3 trompetten